# Алиев, Гусейнбала Балаали оглы
Гусейнбала Балаали оглы Алиев (азерб. Hüseynbala Balaəli oğlu Əliyev; 25 ноября 1918, Пиршаги — 18 июля 1941, Ленинград) — советский лётчик-истребитель, лейтенант.

## Биография
Родился 25 ноября 1918 года в селе Пиршаги под Баку. Учился в 39-й начальной школе города Баку, по улице Мельничной, в доме № 8. После окончания школы учился в ФЗУ «Красный кузнец». В 1934 году вступил в комсомол. C ноября 1935 года учился в Бакинском аэроклубе, затем до 1939 года работал в нём лётчиком-инструктором.
14 декабря 1940 года Гусейнбала Алиев окончил Ейское училище военно-морской авиации. Продолжил службу в 5-м истребительном авиационном полку ВВС Балтийского флота в должности младшего лётчика. Звание лейтенанта присвоено 14 декабря 1940 г. 19 июня 1941 года назначен на должность пилота 3-й авиационной эскадрильи.
Войну встретил 22 июня 1941 года в составе 5-го истребительного авиационного полка ВВС Балтийского флота. Полк выполнял задачи по защите Ленинграда от налетов противника. В первые дни войны над Ленинградом сбил 4 самолёта противника. Всего выполнил 49 боевых вылетов.
18 июля 1941 года в воздушном бою над Ленинградом с тремя «Юнкерсами». Один из них сбил. Был ранен, продолжил бой и сбил второй самолёт. Выполнив приземление, после посадки лейтенант Алиев скончался от полученных в бою ран в кабине самолёта. На теле пилота насчитали более 30 осколочных ранений.

Мне рассказали о подвиге летчика-истребителя Гусейна-Бала-оглы Алиева из бригады Ивана Романенко. В своем первом воздушном бою у озера Самро, прикрывая наших бомбардировщиков, он сбил три истребителя противника. После воздушного боя летчик привел изрешеченную осколками снарядов машину и посадил её на аэродроме. Люди бросились к самолету. В кабине они увидели смертельно раненного летчика. Он успел ещё сказать своим товарищам: "Долетел… дома… Гусейн-Бала-оглы Алиев… выполнил свой долг… перед Родиной…— из книги Мирошниченко Г.И. Ветер Балтики. — М.: ДОСААФ, 1972. — 128 с.
Лейтенант Алиев похоронен в братской могиле у деревни Низино вместе с 7-ю лётчиками.
Указом Президиума Верховного Совета СССР от 16 сентября 1941 года пилот 5-го истребительного авиационного полка ВВС Балтийского флота лейтенант Алиев посмертно награждён орденом Ленина.

## Память
- Именем Гусейнбалы Алиева названа одна из улиц в Баку.
- В Международном центре мугама в Баку был показан документальный фильм «Полёт кавказского орла» об азербайджанском лётчике Гусейнбале Алиеве, погибшем при обороне Ленинграда во время Великой Отечественной войны.

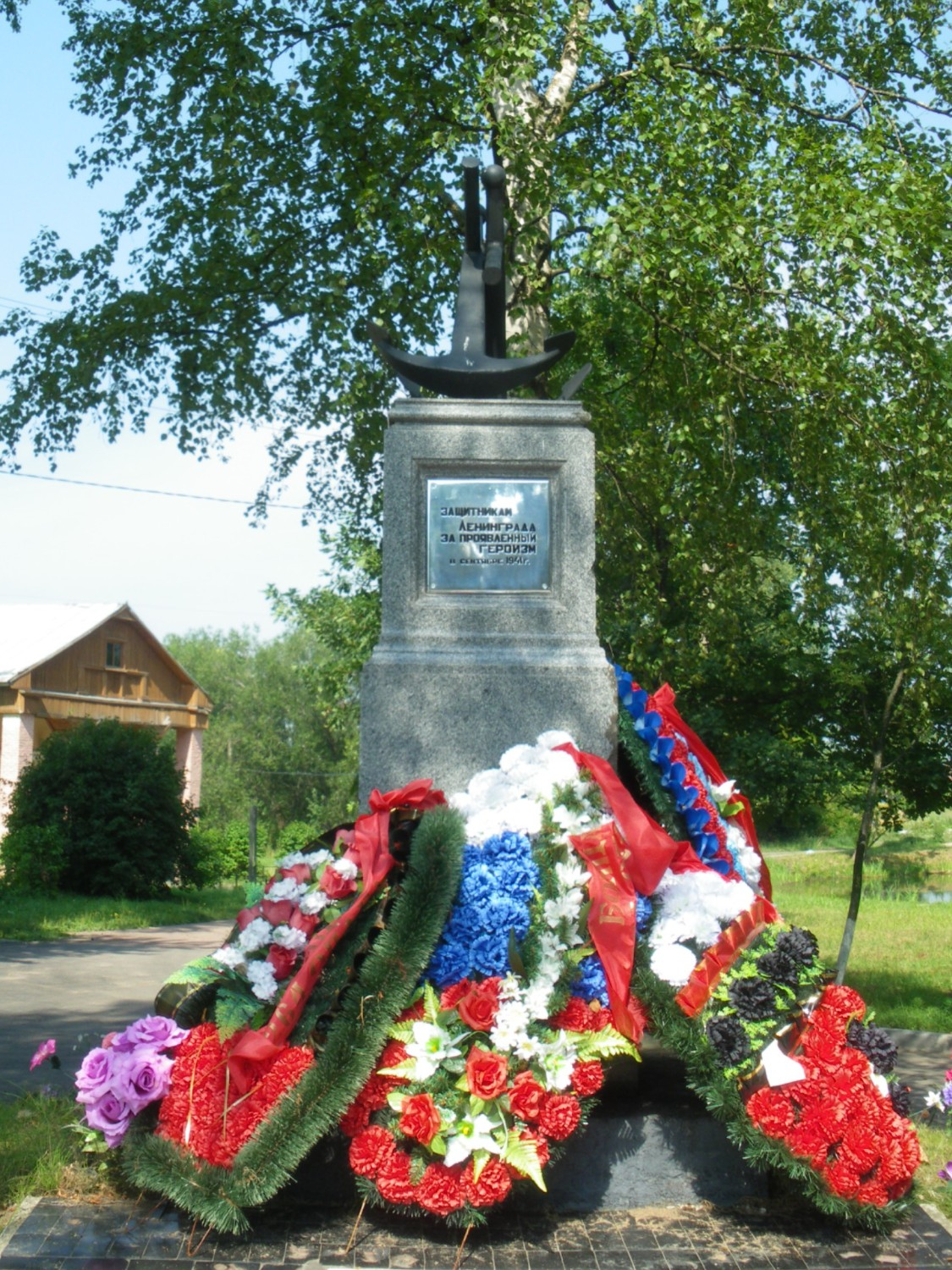
Деревня Низино, памятник защитникам Ленинграда. Братская могила, где похоронен Алиев
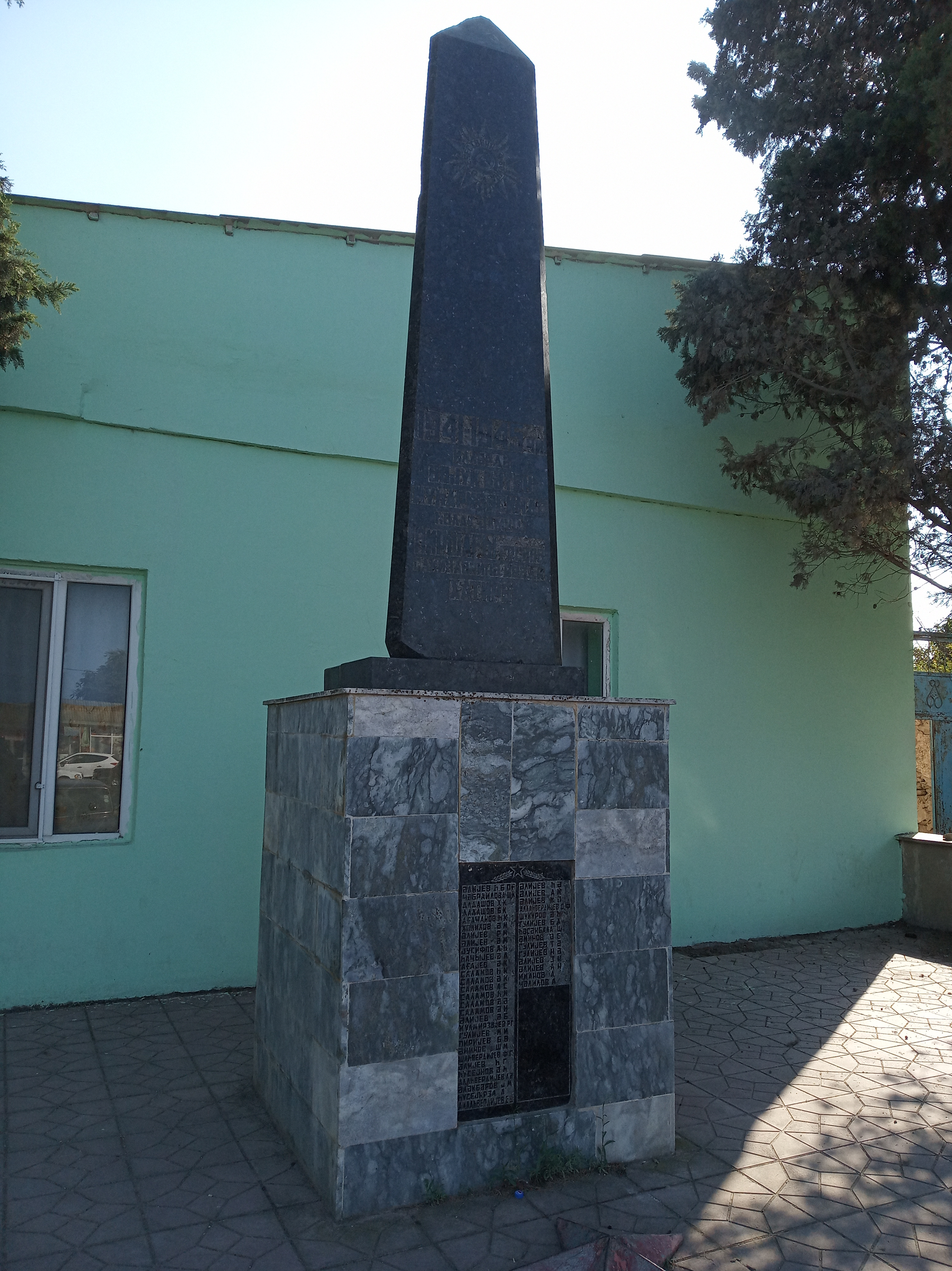
Памятник павшим в годы Великой Отечественной войны уроженцам Пиршаги с именем и Г. Б. Алиева
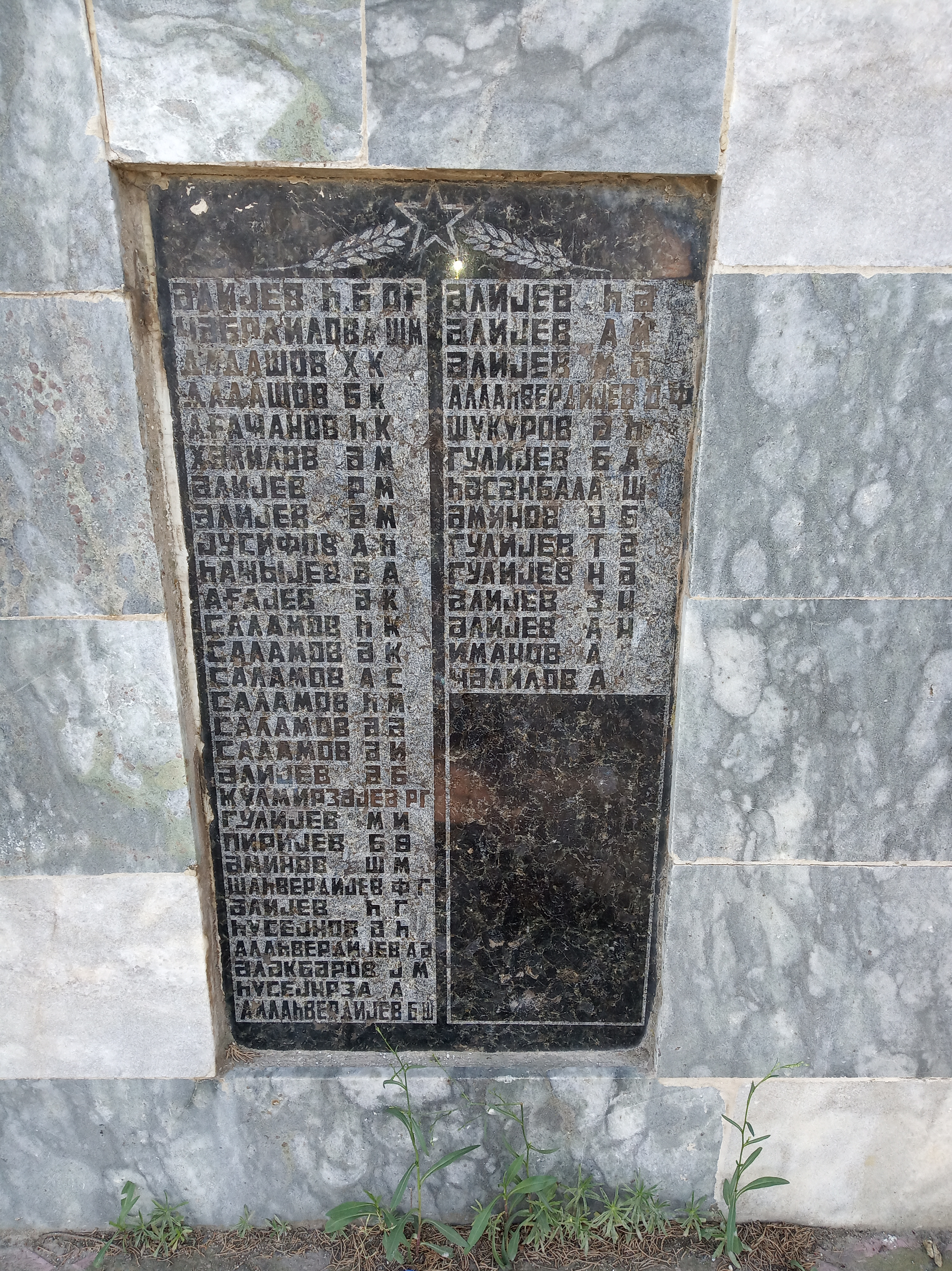
Имена погибших в годы Великой Отечественной войны уроженцев Пиршаги с именем и Г. Б. Алиева (в верхней строке)